# Симон дьо Бовоар
Симон-Ернестин-Люси-Мари Бертран дьо Бовоар (на френски: Simone-Ernestine-Lucie-Marie Bertrand de Beauvoir) е френска писателка, феминистка и философ, автор на новели, изследвания върху философията, политиката, и социалните въпроси, есета и биографии. Тя е най-известна с трактата Вторият пол, публикуван през 1949 г., който представлява детайлен анализ на потисничеството на жената, смятан за основополагащ текст на съвременния феминизъм, както и със своите метафизични романи „Гостенката“ и „Мандарините“. Симон дьо Бовоар е известна и с дългогодишната си връзка с философа Жан-Пол Сартър.

## Биография

### Младост
Симон дьо Бовоар е родена на 9 януари 1908 година в Париж. Тя е най-голямата дъщеря на Жорж Бертран дьо Бовоар, юрист, който в миналото се е опитвал да стане актьор, и Франсоаз Брасьор, дъщеря на богат банкер и силно религиозна католичка. Две години по-късно се ражда по-малката ѝ сестра Елен. По време на Първата световна война семейството губи голяма част от състоянието си, но с мъка се опитва да поддържа общественото си положение, като майката настоява двете ѝ дъщери да учат в престижно манастирско училище. Като дете самата Симон е много религиозна, като дори обмисля да стане монахиня, но на четиринадесетгодишна възраст преживява криза на вярата и остава атеистка до края на живота си.
Симон дьо Бовоар се развива рано в интелектуално отношение, окуражавана от баща си. След като полага матура по математика и философия през 1925 година, тя започва да учи математика в Католическия институт и литература и езици в Института „Света Мария“. След това следва философия в Сорбоната, където пише дипломна работа върху Готфрид Лайбниц под ръководството на Леон Брюншвик. Стажа си за придобиване на учителска правоспособност преминава в едно и също училище с Морис Мерло-Понти и Клод Леви-Строс.
Макар и да не е официално записана там, Симон дьо Бовоар посещава курсове в Екол нормал, подготвяйки се за агрегация по философия, тежък следдипломен изпит във френската образователна система, който служи за съставянето на национална класация на дипломантите. В Екол Нормал тя се запознава със студентите Жан-Пол Сартър, Пол Низан и Рьоне Майо. Комисията за агрегацията с малка разлика дава първото място на Сартър, а Дьо Бовоар остава втора и, едва на 21 години, става най-младият човек, преминал някога изпита.
През октомври 1929 година Симон дьо Бовоар вече има трайна връзка с Жан-Пол Сартър и той ѝ предлага да се оженят. Това така и не става, според по-късни изявления на Дьо Бовоар, по финансови причини. Дьо Бовоар така и не се омъжва и няма деца, но до края на живота му поддържа връзката си със Сартър, макар че двамата не живеят заедно. През тези години и двамата имат и други паралелни връзки, а Дьо Бовоар е и открито бисексуална.
Известно е, че Сартър и Дьо Бовоар винаги обменят информация за произведенията си преди тяхното публикуване, и днес изследователите спорят за това до каква степен те са повлияли един на друг в книги, като „Битие и нищо“ на Сартър и „Гостенката“ на Дьо Бовоар. Въпреки това съвременните изследвания на творчеството на Дьо Бовоар се фокусират върху други влияния върху него, като това на Георг Вилхелм Фридрих Хегел и Готфрид Лайбниц.

## Философия
Основен проблем пред Бовоар е невероятната ефикасност на мъжката власт над жените, при положение, че доминацията е обикновено крехко и временно явление. За да отговори на този въпрос Бовоар използва и разширява Хегеловите разсъждения за връзката между господар и роб. Тя смята, че в центъра на Хегеловите разсъждения е дълбокото прозрение, че в самото съзнание има фундаментална враждебност към всяко друго съзнание; субектът може да бъде поставен, само ако е противопоставен – той се определя като значим, противопоставяйки се на незначимия, на обекта. За да стане субект всеки се нуждае от признание, а то може да бъде получено единствено чрез доминация над Другия, чрез превръщането му в обект. Така в публичната сфера мъжете се стремят да станат субекти чрез борба и тези битки водят до несигурни господари и неохотни роби. Но жените, способни да разпознават мъжете субекти, вместо да се борят да станат субекти, опитвайки се на свой ред да превърнат мъжете в обекти, позволяват да бъдат доминирани и дори помагат за собственото си подчинение. Притежавайки ги, мъжете се сдобиват с Друг, който ги подкрепя, а не ги заплашва, и срещу когото няма нужда да се борят. Така те получават статута на субекти за сметка на жената, която няма Друг и не може да избяга от позицията си на обект на мъжа.
В по-голямата част от Вторият пол Бовоар се занимава със скицирането на културните образи на мъжествеността и женствеността, в чиято светлина мъжете и жените се възприемат. Тя разглежда многообразните социални действия, които имат за цел да държат жените в подчинено положение и да не им позволяват да търсят собствено превъзходство. Именно чрез тях човек, който не се ражда жена, се превръща в жена – може би най-прочутото твърдение на Бовоар.

## Признание и награди
- Награда Гонкур, 1954
- Награда на Йерусалим, 1975
- Австрийска държавна награда за европейска литература, 1978

### Романи
- 1943: L'Invitée
  - Гостенката, София: Фама, 2007
- 1945: Le Sang des autres
  - Кръвта на другите, София: Колибри, 2014
- 1946: Tous les hommes sont mortels
  - Всички са смъртни, София: Народна култура, 1986
- 1954: Les Mandarins
  - Мандарините (откъс в списание „Летописи“)[12]
- 1966: Les Belles Images
  - Лъскави картинки, София: Фама, 2008
- 1967: La Femme rompue
  - Сломената жена, София: Колибри, 2007
- 1979: Quand prime le spirituel
- 2020: Les inséprables,(1954), Paris, L'Herne, coll. « Romans », ISBN 1031902740
  - Неразделните, София: Колибри, 2024

### Есета
- 1944: Pyrrhus et Cinéas
- 1947: Pour une morale de l'ambiguïté
  - За един морал на нееднозначността, София: Наука и изкуство, 2002

- 1949: Le Deuxième Sexe
  - Вторият пол, том I, Колинс-5
  - Вторият пол, том II, Преживеният опит, Колинс-5, 1996
- 1955: Privilèges
- 1957: La Longue Marche
- 1970: La Vieillesse
- 1972: Faut-il brûler Sade?

## Цитирани източници
- Bair, Deirdre. Simone de Beauvoir: A Biography.   New York, Summit Books, 1990. ISBN 0-671-60681-6. (на английски)
- Bergoffen, Debra. Simone de Beauvoir //  The Stanford Encyclopedia of Philosophy.   plato.stanford.edu, 2010. (на английски)